# Пинскер, Сара
Сара Пинскер (англ. Sarah Pinsker; род. 8 апреля 1977, Нью-Йорк) — американская писательница-фантаст. Девятикратный финалист премии «Небьюла», дебютный роман писательницы «Песня для нового дня» получил премию «Небьюла» 2019 года в номинации «Лучший роман» а её рассказ «Our Lady of the Open Road» получил награду 2016 года в категории «Лучшая короткая повесть». Её произведения также были отмечены премией Филипа Киндреда Дика, премией Теодора Старджона, являлись финалистами премий «Хьюго» , всемирной премии фэнтези и премии Джеймса Типтри-младшего.

## Биография
Пинскер родилась в Нью-Йорке, жила в разных местах США, включая Иллинойс и Техас. Когда ей было 14 лет, её семья поселилась в Торонто, Канада. Позже она вернулась в США, чтобы поступить в колледж.
Сейчас проживает в Балтиморе, штат Мэриленд, где работает в некоммерческой организации.
Помимо литературного творчества увлекается музыкой и является певицей и автором песен в группе Stalking Horses которая выпустила несколько альбомов. На волонтёрских началах работает в качестве директора Американской ассоциации писателей-фантастов (SFWA), читает серию лекция под эгидой ассоциации.

## Литературное творчество
Пинскер говорит, что на её творчество сильно повлияли научная фантастика и литературная фантастика, которая наполняла дом её родителей. Среди авторов которые повлияли на неё в раннем возрасте были Урсула К. Ле Гуин и Кейт Вильгельм. Позже на её произведения повлияли Октавия Батлер, Карен Джой Фаулер, Кидж Джонсон и Келли Линк.
Пинскер начала с публикации своих рассказов в журналах «Asimov’s Science Fiction», «Fantasy & Science Fiction», «Strange Horizons», «Daily Science Fiction». Ряд её произведений был включён в аналогии лучших фантастических произведений разных лет.
В 2019 году вышел её дебютный роман «Песня для нового дня», роман рассказывает о жизни музыканта в будущем, в котором пандемии и терроризм делают публичные мероприятия, такие как живые концерты, незаконными. Роман получил премию «Небьюла» 2019 года в номинации «Лучший роман».
Литературу Пинскер называют «вдумчивой, тонкой», «жуткой» и «сказочной». Говоря о своей литературе, Пинскер говорит: «Это хорошее время, для того что быть тем, кому есть что сказать о групповом или личном опыте, о котором раньше не упоминали. Научная фантастика смотрит на мир через несколько иную линзу, и управлять этой линзой очень интересно».

## Награды
- «In Joy, Knowing the Abyss Behin» (повесть в журнале «Strange Horizons», июль 2013 года) выиграла премию Теодора Старджона в 2014 году за лучший рассказ[14] и стала финалистом премии «Небьюла».
- «No Lonely Seafarer» (рассказ в журнале «Lightspeed», сентябрь 2014 года) отмечен в качестве почётного упоминания на премии Джеймса Типтри-младшего 2014 года
- «A Stretch of Highway Two Lanes Wide» (рассказ в журнале «The Magazine of Fantasy & Science Fiction», март — апрель 2014 года) стал финалистом премии «Небьюла» 2015 года.
- «Our Lady of the Open Road» (повесть в журнале «Asimov’s Science Fiction», июнь 2015 года) получила премию «Небьюла». В 2016 году вошла в шорт-лист «премии Теодора Старджона» и заняла третье место в опросе читателей журнала «Asimov’s Science Fiction» в 2016 году.
- «Sooner or Later Everything Falls into the Sea» (новелла в «Lightspeed», февраль 2016 года)[15] выбрана в качестве финалиста премии «Небьюла» 2016 года.[16][17]
- «And Then There Were (N-One)» номинирован на премию «Небьюла» 2017 года за лучшую повесть[18] и премию «Хьюго» за лучшую новеллу 2018 года.[19]
- «Придворный маг» был номинирован на премию World Fantasy Award 2019 года за лучший рассказ.[19]
- Сборник рассказов «Sooner or Later Everything Falls into the Sea» получил премию Филипа К. Дика 2019 года.
- Дебютный роман «Песня для нового дня» получил премию «Небьюла» за лучший роман 2019 года.[4]

### Романы
Песня для нового дня (сентябрь 2019 г., Berkley Books, ISBN 9781984802583)